# Manisuris
Manisuris L. é um género botânico pertencente à família Poaceae.
O gênero apresenta aproximadamente 50 espécies.
Na classificação taxonômica de Jussieu (1789), Manisuris é o nome de um gênero botânico,  ordem  Gramineae,  classe Monocotyledones com estames hipogínicos.

## Principais espécies
- Manisuris leonina
- Manisuris myurus
- Manisuris tuberculosa